# Austrofilius furcatus
Austrofilius furcatus là một loài chân đều trong họ Janiridae. Loài này được Hodgson miêu tả khoa học năm 1910.